# マイク・キャリー
マイク・キャリー (Michael Carey、1949年8月17日 - ) は、アメリカ合衆国の実業家、元アメリカンフットボール審判員である。ナショナルフットボールリーグ（NFL）で長く審判を務めた。アフリカ系アメリカ人として初めてスーパーボウルでレフェリー（主審）を担当したほか、多くのプレーオフのレフェリーを務めた。
試合前の徹底した準備、プロフェッショナルな態度、フェアプレーでNFLの審判員として尊敬を集めていた。2008年にESPNが行った投票では、NFLのヘッドコーチが選ぶ「最高の審判」投票で、キャリーはエド・ホキュリと並んで最多得票を獲得した。また、退場宣告を多く出していることでも知られている。
24年間のNFLでのキャリアで、ワイルドカード・プレーオフ10回、ディビジョナル・プレーオフ5回、カンファレンス・チャンピオンシップ2回、第42回スーパーボウルの計18回のポストシーズンの試合でレフェリーを務めた。

## 経歴
1971年、サンタクララ大学で生物学の学士号を取得。在学中の4年間はフットボールチームに在籍しランニングバックとして活躍したが、足首の怪我により選手を引退した。この怪我はその後も尾を引いており、試合の審判をする日以外は走ることができなかった。

### アメリカンフットボール審判員
1972年、友人の勧めでカリフォルニア州サンディエゴ地域のポップワーナーフットボールの試合で審判を始めた。
1985年より大学の試合を担当するようになり、3つのボウルゲームの審判を務めた。

### NFL
1990年にサイドジャッジとしてNFLに採用された。
1995年のNFLのシーズン開始時にレフェリーに昇格したが、これはアフリカ系アメリカ人としてジョニー・グリアー（Johnny Grier）に次いでNFL史上2人目であった。
2005年10月3日、マイクとドン・キャリーは、カロライナ・パンサーズとグリーンベイ・パッカーズの試合で同じ審判団に割り当てられ、NFLの試合でともに審判をする最初の兄弟となった。
2005年12月、デトロイト・ライオンズとグリーンベイ・パッカーズのオーバータイム開始時、キャリーはコイントスに使うコインを見つけられなかった。というのも、試合のキックオフの際に、パッカーズの名誉キャプテンを務めていた子供にコインを渡していたからであった。フィールドジャッジがキャリーに1ペニーを渡した。
2005年シーズンのプレーオフ、タンパベイ・バッカニアーズ対ワシントン・レッドスキンズ戦で、キャリーがレフェリーを務めた。この試合中、レッドスキンズのショーン・テイラーがバッカニアーズのランニングバックであるマイケル・ピットマンの顔面に唾を吐き、これに対しピットマンはテイラーのヘルメットに平手打ちで報復した。キャリーは、直ちにテイラーを試合から退場させた一方、ピットマンの報復については審判団で協議の上ペナルティを課さないことを決定した。NFL審判部副部長のマイク・ペレイラは、ピットマンにもペナルティを課して両者のペナルティを相殺するのは「適切ではなかっただろう」としてキャリーの対応を認め、「誰かの顔に唾を吐いた選手を退場させなかった審判がいたら、私は失望しただろう」と付け加えた。

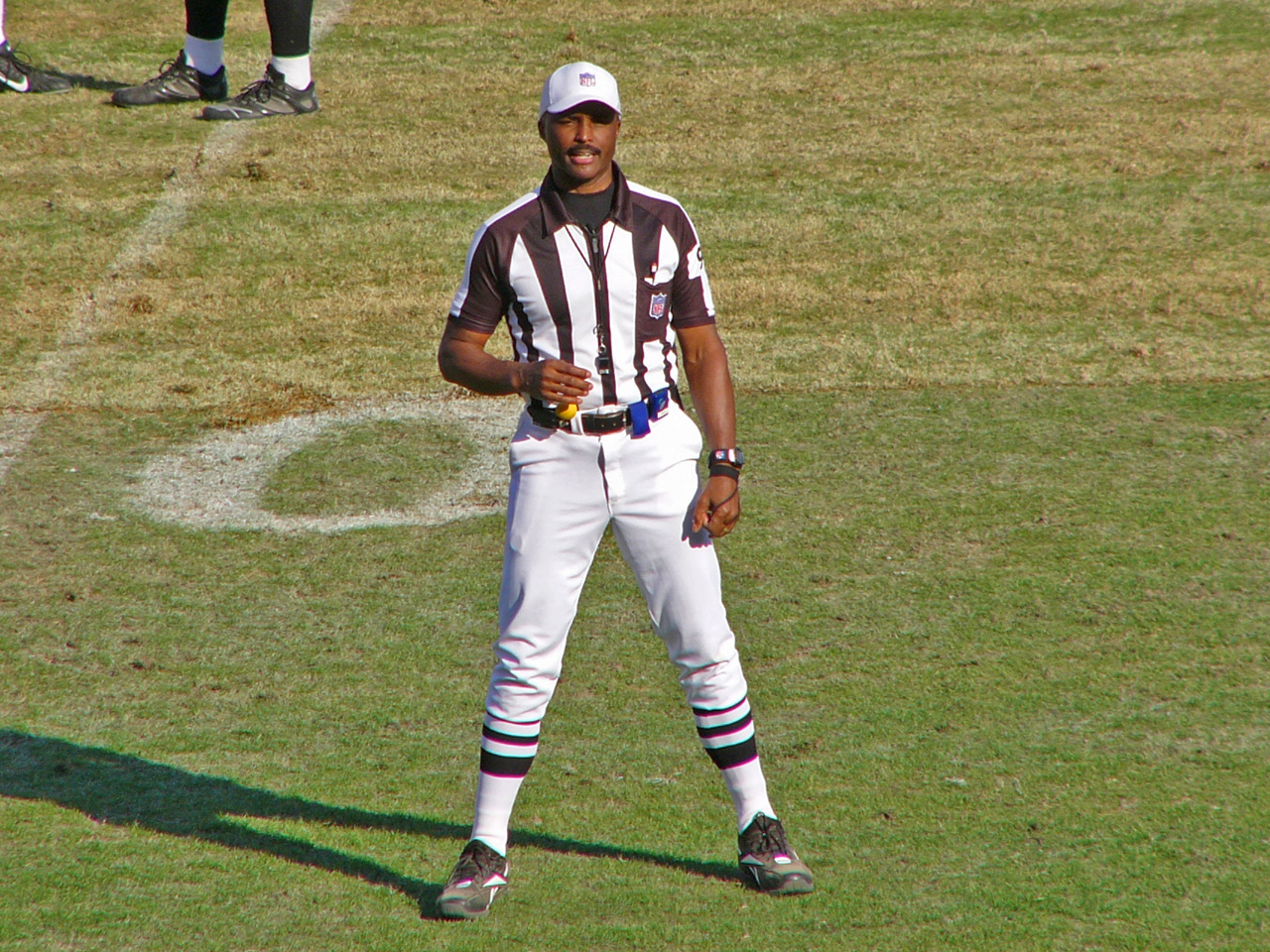
2006年のキャリー

2013年シーズンを最後に、キャリーは審判を引退した。
2014年から2シーズンにわたり、CBSスポーツのNFL放送に初の審判アナリストとして出演した。
2014年8月のインタビューで、チーム名が蔑称であると感じられることを理由に、ワシントン・レッドスキンズが登場する試合に自分を配置しないようNFLに要請していたことが明らかになった。実際、キャリーは2006年シーズンの開幕週以来、レッドスキンズがかかわるプレシーズンやレギュラーシーズンのゲームを担当していない。
2022年、NFL審判員協会（NFL Referees Association）の名誉賞を受賞した。

## 第42回スーパーボウル
2007年シーズンの優勝決定戦、第42回スーパーボウルにおいて、キャリーはアフリカ系アメリカ人としてNFL史上初めてスーパーボウルでのレフェリーを務めた。
試合では、キャリーの判断が重要なプレーの要因となった。第4クォーター残り1分15秒、サードダウンで、ニューヨーク・ジャイアンツのクォーターバックイーライ・マニングはショットガンからスナップを受けパスを投じようとした。ニューイングランド・ペイトリオッツのディフェンダー3人がマニングをタックルしようと掴みかかった。マニングは2人のディフェンダーから逃れると、ワイドレシーバーのデビッド・タイリーに32ヤードのパスを成功させた。タイリーは手とヘルメットを使い地面ぎりぎりでボールをキャッチした。このアクロバティックなプレーは「ヘルメットキャッチ」として現在も語り継がれている。ところでNFLのルールでは、審判は選手がディフェンスの「把握と支配下にある」ときは、審判はプレーを止めなければならない。キャリーは、マニングの前進する勢いが止まらなかったため、「把握と制御」が達成されなかったと判断した。このプレーについてキャリーは「マニングがサックされそうだと思った。あれだけの後ろに体重をかけられたクォーターバックが、2、3人の選手に掴まれて引きずられながらも逃げ切ることはめったにない。マニングは頭がまっすぐ前を向いており、必死で逃れようとしていた。そして突然、彼はスピンして、私に向かってきた」と語った。実際マニングはキャリーの目の前数ヤードを走り過ぎるや否や、ダウンフィールドに向き直りパスを成功させたのであった。

## 起業家・発明家
1978年1月、キャリーはダウンヒルスキーに関心が向いていた。トラクションを高めるために地面に敷き詰められた砂利が気になり、自宅でゴムのフロアマットを切り、ワイヤーとリベットで不格好なソールプロテクターを制作した。サンタクララ大学の教授の手助けもあり、ポリウレタン製の量産可能なモデルへ改良した。
1979年にキャリーと新妻ウェンディは、ウィンターマウンテンという会社を設立し、「キャットトラック」に代表されるスキー用アクセサリーの販売を開始した。
1984年には寒冷地でのスキー用ネオプレン製フェイスマスクで特許を取得していたジョー・エドワーズと手を組みセイラス社を設立した。キャリーはネオプレンの肌触りを良くするために合成繊維のフリースをラミネートすることを考案した。同製品は人気商品となり、セイラス社を一躍有名にした。